# Die Leuchte Asiens
Die Leuchte Asiens ist ein deutsch-indischer Spielfilm von Franz Osten aus dem Jahr 1925. Es ist die erste Koproduktion deutscher und indischer Filmschaffender und die erste internationale Koproduktion Indiens. Der Film erzählt das Leben des Religionsstifters und historischen Buddhas Gautama. Grundlage für das Drehbuch war das gleichnamige epische Gedicht von Sir Edwin Arnold aus dem Jahr 1879.

## Handlung
Der Film beginnt mit Dokumentaraufnahmen von Straßenszenen in Rajasthan und Bombay, der Jama Masjid in Delhi, den Ghats in Benares und Gaya (Bihar), wo einige europäische Touristen von einem Inder über einen Markt und zum Buddha-Tempel geführt werden. Sie bemerken einen riesigen Baum, einen Bodhi-Baum, und ein dort sitzender, alter Mann beginnt, ihnen die Geschichte von Gautama zu erzählen, der unter einem solchen Baum zur Erleuchtung gelangte.
Lange und vergeblich hat der indische König Suddhodhana bereits auf die Geburt eines Sohnes gewartet, als ein Abgesandter seiner Untertanen ihn bittet, einen Nachfolger zu bestimmen, oder sich eine andere Frau zu nehmen. Ein heiliger Elefant wird in die Straßen der Stadt geschickt, um einen Nachfolger aus der Bevölkerung zu wählen, doch das Tier erkor keins der ihm hingehaltenen Kinder, da die Königin Maya doch noch schwanger geworden war. Sie bekommt einen Sohn, den sie Gautama nennen, und stirbt kurz darauf.
Jahre später nimmt Gautama mit seinem Cousin Devadatta an seiner ersten Jagd teil. Er ist schockiert darüber, wie der Jagdleopard eine Antilope reißt und bricht die Jagd ab. Bei einer anderen Gelegenheit schießt Devadatta vor Gautamas Augen einen Schwan ab.
Dem König – beunruhigt von einem nächtlichen Traum mit einem leeren Thron – erzählen seine Traumdeuter, Gautama werde den Weg der Entsagung gehen. Sie raten dem König, seinen Sohn unwissend von Alter, Krankheit und Tod aufzuziehen und den Verlockungen der Frauen auszusetzen, wenn er ihn davon abhalten wolle. Da Gautama sich von den Frauen am eigenen Hof nicht betören lässt, will Suddhodana ihn mit Gopa, der schönen Tochter des Königs Dandapani, vermählen. Gopa verliebt sich in Gautama, doch vor einer Heirat muss sich Gautama in einem dreifachen Wettkampf bewähren. Er stellt sich als geschickt heraus und die Hochzeit wird vollzogen.
In seinem Palast werden Gautama alle Zeichen von Alter, Krankheit und Tod vorenthalten, er lebt glücklich mit seiner Frau. Selbst als er in die Stadt fährt wird unter Androhung der Todesstrafe angeordnet, dass Alte und Kranke ihre Häuser nicht verlassen dürfen. Bei der Ausfahrt fragt er angesichts eines alten Mannes seinen Wagenlenker Channa, ob manche Menschen so geboren werden. Der Anblick eines todkranken und eines toten Mannes vor den Toren der Stadt konfrontiert ihn mit der Vergänglichkeit menschlichen Lebens. Seine Sorge drängt ihn zur Entscheidung ein Leben als zukünftiger König oder als armer, heimatloser und einsamer Wanderer zu führen. Er verlässt nachts seine Frau, den Palast und den Reichtum, um die Erlösung und den rechten Weg zu finden. Gopa ist am nächsten Morgen bestürzt.
Gautama tauscht seine Kleidung mit einem Bettler und zieht in Lumpen gekleidet durch das Land. Auch Gopa verlässt den Palast und begibt sich auf die Suche nach Gautama. In wochenlanger Meditation unter einem Bodhi-Baum widersteht dieser Trugbildern und den Unbilden des Wetters, bis er zur Erleuchtung gelangt. Fortan predigt er den Hindus von der Falschheit ihres Tuns – den Yogis gegen die Geißelung ihrer Körper, im Tempel gegen Grausamkeit von Tieropfern. Als Gopa ihn schließlich findet, ist er von zahlreichen Anhängern umgeben und predigt die Entsagung vom Weltlichen. Gopa fällt vor ihm auf die Knie und wird seine Jüngerin.

## Hintergrund

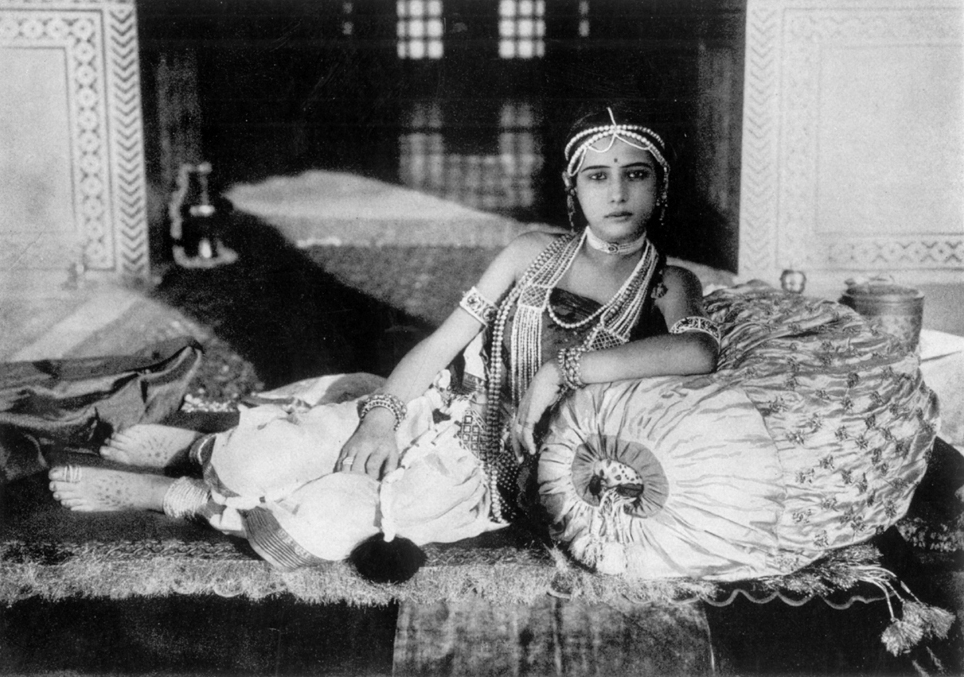
Seeta Devi auf einem Standfoto des Films

Der Film entstand nach dem epischen Gedicht The Light of Asia von Sir Edwin Arnold (1832–1904) aus dem Jahre 1879. Eine deutsche Übersetzung erschien 1923 unter dem Titel Die Buddha-Legende beim Leipziger Insel-Verlag. Der Film steht im Zusammenhang mit einem wachsenden Interesse an buddhistischer Thematik in Deutschland. Auch Hermann Hesses Siddharta kam kurz zuvor heraus.
Die Hauptrollen wurden von den Mitgliedern der Amateurschauspielertruppe The Indian Players Company übernommen. Filmsets und Kostüme entwarfen der spätere Schauspieler und Regisseur Charu Roy und Devika Rani. Gedreht wurde der Film an Originalschauplätzen in Indien. Der Maharaja von Jaipur unterstützte das Filmteam, indem er seinen Hofstaat, 30 reich geschmückte Elefanten und die Beteiligung seiner Untertanen als Statisten zur Verfügung stellte. Als Produktionsfirmen waren  Great Eastern Film Corporation (Delhi) und Emelka Film (München) beteiligt. Die Leuchte Asiens wurde in einer deutschen und einer englischen Sprach- und Schnittfassung hergestellt. Die Filmprüfstelle Berlin ließ den Film am 2. Oktober 1925 mit einer Länge von 2250 Metern zu und gab ihm das Prädikat „volksbildend und künstlerisch wertvoll“. Nach seiner Premiere am 22. Oktober 1925 in München kam er weltweit zum Einsatz, darunter in Südamerika, China und Japan; die Premiere in Indien war im Jahr 1926.
Prem Sanyas war der Beginn einer langjährigen Zusammenarbeit von Franz Osten und Himansu Rai. Sie drehten danach Shiraz (1928) und Prapancha Pash (1929) – zwei weitere deutsch-indische Stummfilme – und von 1935 bis 1939 war Osten in Indien als Hauptregisseur von Rais Produktionsgesellschaft Bombay Talkies tätig, wo er 16 Hindi-Filme drehte.

## Kritiken
- „Sein [Buddhas] spiritueller Werdegang wird im Film von Sequenzen überlagert, die einem Ufa-Kulturfilm entstammen könnten, beispielsweise die festlichen Umzüge mit prachtvoll dekorierten Elefanten, die Wettkampfspiele oder das fremdartige Ritual bei Buddhas Vermählung mit Gopa. Die deutschen Filmkritiker priesen vor allem die Authentizität dieser Szenen. Von der entfalteten Pracht geblendet, erkannten die wenigsten, daß der Film mit den historischen Gegebenheiten äußerst großzügig umsprang. So verbringt Buddha, der bekanntlich um 500 vor Christus lebte, im Film Kindheit und Jugend im Palast eines Mogulfürsten aus dem 17. Jahrhundert. Mit dieser anachronistischen Architektur kollidieren wiederum die Kostüme und das Ritual bei Buddhas Hochzeit, die bengalischen Traditionen entsprachen. Mit Hilfe dieser synkretistischen Verfahrensweisen ließ sich ein Indienbild erzeugen, das der Wirklichkeit zwar nicht entsprach, vom Zuschauer aber doch für authentisch gehalten wurde und den Film in Europa zu einem großen Erfolg machte.“[5]

- „Der Film suggeriert, dass das wahre Ziel des Buddhismus die Entsexualisierung der Frauen ist.“[6]

- „Einer der Höhepunkte des Films, neben Seeta Devis Auftritt, ist Wirschings Anwendung von Schärfentiefe (deep focus), so in der Szene als Gopa einen Wettkampf zwischen Gautama und Devadatta im königlichen Hof beobachtet.“[7]

## Restaurierung
Für die Restaurierung des Films wurde die englische Schnitt- und Sprachfassung gewählt, die etwas umfangreicher und besser erhalten war als die deutsche, bei der jedoch die Auflistung des Filmstabs fehlt. Im Gegensatz zur deutschen enthält diese Fassung eine Zwischentiteltafel zur Entstehung des Films und den Authentizitätsnachweis „As shown by Royal Command at Windsor Castle on April 27th, 1926.“ Eine in den 1960er Jahren vom Nitro-Original angefertigte Schwarz-Weiß-Sicherheitskopie diente als Grundlage; die Färbung des Materials erfolgte anhand des noch beim British Film Institute aufbewahrten, viragierten Originalnegativs.